# Micromeria
Micromeria és el nom d'un gènere de plantes amb flor de la família Lamiaceae. Comprèn unes 300 espècies endèmiques de les regions temperades d'Àfrica (15 espècies, pel cap baix, són endèmiques de Les Canàries), Amèrica, Àsia i Europa. El gènere fou creat per aplegar diverses espècies del gènere Satureja que tenien característiques comunes.
Hom usa algunes espècies de Micromeria com a plantes ornamentals; d'altres, com la Micromeria chamissonis, s'empren per a fer infusions amb les seves fulles.

## Taxonomia
(selecció)
| - Micromeria abyssinica Benth. (Abissínia) - Micromeria afghanica Freitag (Afganistan) - Micromeria albanica (Griseb. ex K.Malý) Šilić - Micromeria approximata Rchb. (Europa austral) - Micromeria bahamensis Shinners (Bahames) - Micromeria balcanica Velen. (Bulgària) - Micromeria biflora Benth. (Índia, Aràbia, Àfrica) - Micromeria bourgaeana Webb ex Bolle (Illes Canàries) - Micromeria bourlieri Maire i Gauth.-Lièvre (Algèria) - Micromeria bracteolata Benth. (Amèrica boreal) - Micromeria brivesii Batt. (Marroc) - Micromeria browiczii Ziel. i Kit Tan (Grècia) - Micromeria brownei Benth. (Amèrica boreal i austral) - Micromeria calaminthoides Lojac. (Sicília) - Micromeria calostachya Rech.f. (Creta) - Micromeria canescens Benth. (Sicília) - Micromeria capitellata Benth. (Índia oriental) - Micromeria carpatha Rech.f. (Illes de l'Egeu, Carpats) - Micromeria chamissonis (Benth.) Greene - Micromeria congesta Boiss. i Hausskn. ex Boiss. (Cataònia) - Micromeria cordata Moris (Sardenya) - Micromeria cremnophila Boiss. & Heldr. (Grècia, sud-est d'Europa) - Micromeria croatica Schott (Croàcia) - Micromeria cymuligera Boiss. & Hausskn. ex Boiss. (Cataònia) - Micromeria dalmatica Benth. (Tràcia) - Micromeria danaensis Danin (Palestina) - Micromeria debilis Pomel (Algèria) - Micromeria densiflora Benth. (Illes Canàries) - Micromeria diffusa Lojac. (Sicília) - Micromeria domingensis Shinners (Santo Domingo, República Dominicana) - Micromeria douglasii Benth. (Amèrica boreal occidental) - Micromeria echioides Lacaita ex Lojac. (Sicília) - Micromeria elegans Boriss. (Turquia) - Micromeria elliptica K.Koch (Armènia) - Micromeria eugenioides Hieron. (Argentina) - Micromeria filicaulis Schott & Kotschy (Àsia Menor) - Micromeria filiformis Bentham (Mediterrània) - Micromeria flagellaris Baker (Madagascar) - Micromeria fontanesii Pomel (Algèria) - Micromeria forbesii Benth. (Cap Verd) - Micromeria forskahlei Benth. (Aràbia) - Micromeria fruticosa (L.) Druce - Micromeria fruticulosa (Bertol.) Grande - Micromeria graeca, o colicosa (L.) - Micromeria grandis Lojac. (Sicília) - Micromeria hedgei Rech.f. (Iran) - Micromeria helianthemifolia Webb i Berthel. (Illes Canàries) - Micromeria herpyllomorpha Webb & Berthel. (Illes Canàries) - Micromeria hispida Boiss. & Heldr. (Creta) - Micromeria hybrida Zagan. (Poros) - Micromeria juliana (L.) Bentham (Mediterrània) - Micromeria julianoides Webb & Berthel. (Illes Canàries) | - Micromeria kerneri Murb. (Hercegovina) - Micromeria lacaitae Lojac. (Sicília) - Micromeria lachnophylla Webb & Berthel. (Illes Canàries) - Micromeria lepida Webb & Berthel. (Illes Canàries) - Micromeria libanotica Boiss. (Síria) - Micromeria longifolia Scheele (Dalmàcia) - Micromeria lycia Stapf (Lícia) - Micromeria macrosiphon Coss. (Marroc) - Micromeria madagascariensis Baker (Madagascar) - Micromeria marginata (Sm.) Chater - Micromeria maritima Yıld., Sadıkoğlu i M.Keskin (Turquia) - Micromeria meteorica Hausskn. (Grècia) - Micromeria microphylla Bentham (Mediterrània) - Micromeria minoa Coustur. i Gand. (Creta) - Micromeria mollis Benth. (Mesopotàmia) - Micromeria monantha (Font Quer) R.Morales (Marroc) - Micromeria nervosa (Desf.) Bentham (Mediterrània) - Micromeria neumannii Gürke ex Engl. (Àfrica tropical) - Micromeria nubigena Benth. (Perú) - Micromeria nummularifolia Boiss. (Síria) - Micromeria obovata Benth. (Índia occidental) - Micromeria obtusiflora Gand. (Creta) - Micromeria odora Hieron. (Argentina) - Micromeria ovata Benth. (Abissínia) - Micromeria parvula Chiov. (Kenya) - Micromeria perezii Bolle (Illes Canàries) - Micromeria perforata Miq. (Japó) - Micromeria perrottetii Gand. (Índia: Madràs) - Micromeria persica Boiss. (Pèrsia) - Micromeria piperella Benth. (Europa austral) - Micromeria pitardii Bornm. - Micromeria polioides Webb & Berthel. (Illes Canàries) - Micromeria popovii (B.Fedtsch. i Gontsch.) Vved. - Micromeria pulchella Wedd. (Xile) - Micromeria purpurea A.Gray (Califòrnia) - Micromeria purtschelleri Gürke (Àfrica tropical oriental) - Micromeria pusilla Phil. (Xile) - Micromeria quartiniana A.Rich. (Abissínia) - Micromeria rupestris Benth. (Europa austral) - Micromeria rutenbergiana Vatke (Madagascar) - Micromeria serpyllifolia Boiss. (Àsia Menor, Síria) - Micromeria shepardi Post (Síria) - Micromeria sinaica Benth. (Aràbia) - Micromeria sphaerophylla Baker (Madagascar) - Micromeria subcordata Vis. ex Benth. (Dalmàcia) - Micromeria tapeinantha Rech.f. (Creta) - Micromeria teneriffae Benth. (Tenerife) - Micromeria terebinthinacea Webb & Berthel. (Tenerife) - Micromeria teydensis Bolle (Illes Canàries) - Micromeria varia Benth. (Illes Canàries) - Micromeria yezoensis Miyabe i Tatew. (Japó: Hokkaidō) |